# 잇폰마쓰역 (후쿠오카현)
잇폰마쓰역(일본어: 一本松駅, いっぽんまつえき)은 일본 후쿠오카현 다가와군 가와라정에 위치한 규슈 여객철도 소속 철도역이며, 히타히코산 선의 정차역이다.

## 역 구조
단식 승강장 1면 1선을 가지고 있는 지상역이며, 무인역이다. 자동 매표기가 설치되어 있다.

## 역 주변
- 잇폰마쓰 스스카케 병원

## 같이 보기
- 잇폰마쓰역 (사이타마현)

| 히타히코산 선    | 히타히코산 선   | 히타히코산 선          |
| ---------------- | --------------- | ---------------------- |
| 가와라 조노 방면 | ■ 히타히코산 선 | 다가와이타 요아케 방면 |